# 스너비

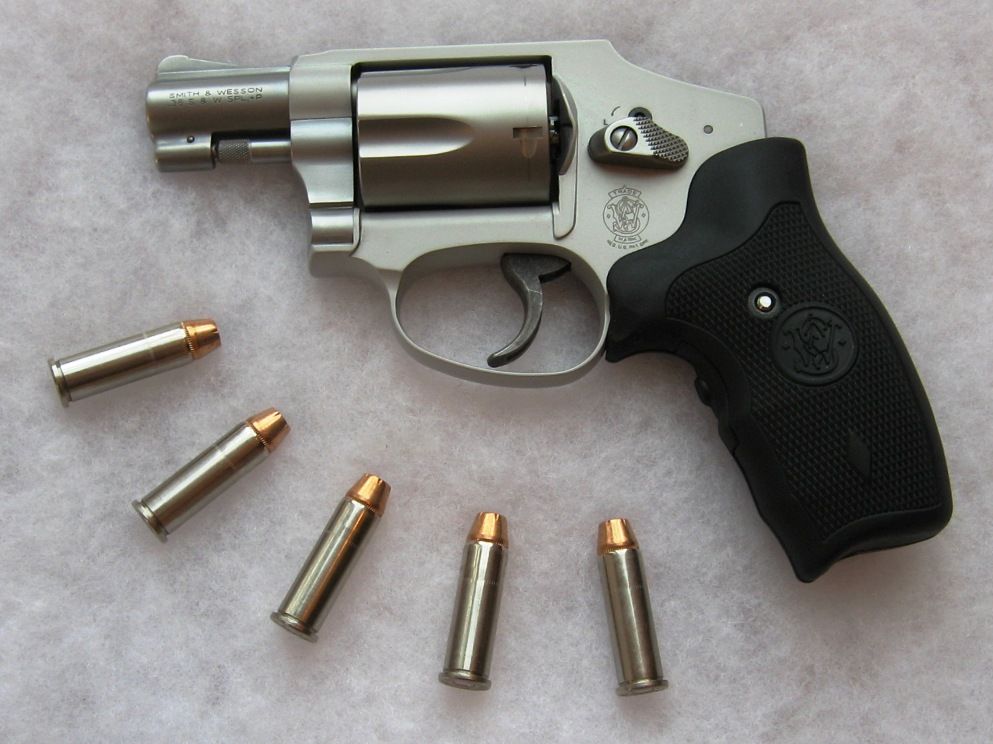
스미스 앤 웨슨 콘티넨탈

스너비(snubby)는 총열이 3인치 이하로 짧은 리볼버(Snubnosed revolver) 권총을 말한다. 매우 작고 가볍기 때문에, 잠복근무를 하는 경찰 등에게 많이 사용된다.
FBI가 사용하는 반자동 권총인 글록 권총은 50 m의 유효사거리를 갖는데 비해, 스너비의 하나인 스미스 앤 웨슨 모델 60는 총열이 짧아서 20 m 정도의 유효사거리를 갖는다.

## 같이 보기
- 콜트 디텍티브 스페셜 - 사립탐정용
- 스미스 앤 웨슨 모델 60 - 한국 경찰, 640 g
- 타우루스 모델 85 - 싱가포르 경찰, 374 g